# Tiago Monteiro
Tiago Monteiro (n. 24 iulie 1976) este un pilot de curse auto portughez, care a concurat în Campionatul Mondial de Formula 1.

## Cariera în Formula 1
| Sezon | Echipă            | Număr puncte | Loc clasament general |
| ----- | ----------------- | ------------ | --------------------- |
| 2004  | Minardi Cosworth  | Pilot teste  | -                     |
| 2005  | Jordan Grand Prix | 7            | 16                    |
| 2006  | MF1 Racing        | 0            | -                     |

1. ↑  Tiago Monteiro